# María Teresa Revilla López
María Teresa Revilla López (Tetuan, llavors Protectorat espanyol del Marroc, 1936) és una advocada i política espanyola, diputada de la Legislatura Constituent i de la I Legislatura triada per la província de Valladolid per UCD. Va iniciar la seva carrera política al Partit Popular sent membre del Comitè Provincial de Valladolid. Va ser membre del Comitè Executiu d'Unió de Centre Democràtic. Va estudiar la carrera de Dret a la Universitat Autònoma de Madrid.
Va ser l'única dona membre de la Comissió Constitucional creada en la Legislatura Constituent per a elaborar la Constitució Espanyola de la qual van formar part 39 membres i va defensar la plenitud de drets de les dones en l'article 14 de la Constitució de 1978.
| « | La Constitució va suposar un salt fonamental i decisiu per a la dona a Espanya. A partir d'ella es van començar a corregir les desigualtats existents en les lleis la dona va començar realment a poder ser el que ella mateixa aconseguís amb el seu esforç (...) Jo crec que cap de les diputades d'aquella legislatura constituent vam estar conformes en la regulació de la Corona pel que fa a l'ordre successori. Com es va poder llavors discriminar la dona en flagrant contradicció amb el que es deia en l'article 14 de la pròpia Constitució? Encara avui no hi trobo raó suficient | » |

En la seva labor com a diputada de la I Legislatura va formar part de la Comissió d'Afers Constitucionals i Llibertats Públiques.
Va publicar articles de tema polític a El Norte de Castilla.